# Suzuki Gemma
Il Suzuki Gemma è uno scooter prodotto dalla casa motociclistica giapponese Suzuki dal 2008 fino al 2013.
Lo scooter ha debuttato inizialmente sotto forma di prototipo al salone di Tokyo nell'ottobre 2007.
A spingere il motociclo c'è un motore a benzina monocilindrico a quattro tempi raffreddato a liquido dalla cilindrata di 249 cm³ con distribuzione bialbero a 4 valvole, condiviso con lo scooter Suzuki Burgman 250, che eroga 22 CV a 7500 rpm.